# Бригантина
Бриганти́на (от итал. brigantin(o) — «шхуна-бриг», brigantina «бизань») — двухмачтовое парусное судно со смешанным парусным вооружением, прямыми парусами на передней мачте (фок-мачта) и с косыми на задней (грот-мачта). Первоначально бригантины оснащались вёслами.
В XVI—XIX веках бригантины, как правило, использовались пиратами (brigante — «разбойник, пират»); были распространены во всех регионах от Средиземного моря до Тихого океана. Вооружение бригантины не превышало двадцати пушек. Современные бригантины — двухмачтовые парусные суда с фок-мачтой, имеющей вооружение, как у брига, и грот-мачтой с косыми парусами, как у шхуны — грота-триселем и топселем. Бригантин с бермудским гротом в наше время, по-видимому, не существует, хотя ссылки на сам факт их существования встречаются.

## Гребные бригантины
Задолго до появления парусных бригантин, «бригантинами» называли быстроходные галеры с 8—12 банками гребцов. В русском флоте гребные бригантины появились в конце XVII века. Они представляли собой небольшие галеры с 8—16 банками и с одной или двумя мачтами с латинскими парусами, такие бригантины назывались «итальянскими».
В 1704 году Петром I были спроектированы и построены на Олонецкой верфи отличные от итальянских бригантины, на них гребцы располагались иначе. Бригантины, строившиеся с XVIII века имели парусное вооружение классической бригантины, 8—10 пар вёсел и до 10-и орудий малого и среднего калибров.